# Thomas Cup 2014/Qualifikation
Für den Thomas Cup 2014 erfolgte die Qualifikation aufgrund folgender Kriterien.

## Qualifikationskriterien
|          | Kriterium | Anzahl |
| -------- | --- | ------ |
| 1        | - Gastgeber | 1      |
| 2        | - Titelverteidiger | 1      |
| 3        | - die 14 besten Teams der Weltrangliste - mindestens ein Teilnehmer aus Afrika, Amerika und Ozeanien im Uber oder Thomas Cup - mindestens je drei Teams aus Asien und Europa | 14     |
| Gesamt： | Gesamt： | 16     |

## Weltranglistenpunkte zum 6. März 2014
| Platz | Land               | 1. DE | 1. DE               | 2. DE | 2. DE                    | 3. DE | 3. DE                   | 1. DD | 1. DD                                      | 2. DD | 2. DD                                      | Punkte  |
| ----- | ------------------ | ----- | ------------------- | ----- | ------------------------ | ----- | ----------------------- | ----- | ------------------------------------------ | ----- | ------------------------------------------ | ------- |
| 1     | Indonesien         | 3     | Tommy Sugiarto      | 14    | Sony Dwi Kuncoro         | 19    | Dionysius Hayom Rumbaka | 1     | Hendra Setiawan Mohammad Ahsan             | 9     | Angga Pratama Rian Agung Saputro           | 294,796 |
| 2     | China              | 2     | Chen Long           | 7     | Du Pengyu                | 9     | Wang Zhengming          | 6     | Liu Xiaolong Qiu Zihan                     | 21    | Chai Biao Hong Wei                         | 294,435 |
| 3     | Malaysia           | 1     | Lee Chong Wei       | 16    | Chong Wei Feng           | 37    | Daren Liew              | 7     | Hoon Thien How Tan Wee Kiong               | 8     | Koo Kien Keat Tan Boon Heong               | 287,603 |
| 4     | Japan              | 5     | Kenichi Tago        | 15    | Kento Momota             | 17    | Takuma Ueda             | 2     | Hiroyuki Endo Kenichi Hayakawa             | 14    | Takeshi Kamura Keigo Sonoda                | 274,835 |
| 5     | Dänemark           | 4     | Jan Ø. Jørgensen    | 21    | Hans-Kristian Vittinghus | 26    | Viktor Axelsen          | 4     | Mathias Boe Carsten Mogensen               | 22    | Mads Conrad-Petersen Mads Pieler Kolding   | 255,786 |
| 6     | Südkorea           | 11    | Son Wan-ho          | 43    | Lee Dong-keun            | 103   | Hwang Jong-soo          | 3     | Ko Sung-hyun Lee Yong-dae                  | 5     | Kim Gi-jung Kim Sa-rang                    | 236,251 |
| 7     | Thailand           | 6     | Boonsak Ponsana     | 13    | Tanongsak Saensomboonsuk | 60    | Suppanyu Avihingsanon   | 13    | Sudket Prapakamol Saralee Thungthongkam    | 36    | Wannawat Ampunsuwan Patipat Chalardchaleam | 211,596 |
| 8     | Chinesisch Taipeh  | 23    | Chou Tien-chen      | 27    | Hsu Jen-hao              | 67    | Wang Tzu-wei            | 10    | Lee Sheng-mu Tsai Chia-hsin                | 23    | Liang Jui-wei Liao Kuan-hao                | 190,712 |
| 9     | Indien             | 18    | Kashyap Parupalli   | 20    | Srikanth Kidambi         | 25    | Ajay Jayaram            | 34    | Pranav Chopra Akshay Dewalkar              | 45    | Manu Attri B. Sumeeth Reddy                | 177,095 |
| 10    | Hongkong           | 12    | Hu Yun              | 33    | Wong Wing Ki             | 41    | Wei Nan                 | 37    | Chan Yun Lung Lee Chun Hei                 | 77    | Lo Lok Kei Chan Tsz Kit                    | 159,085 |
| 11    | Deutschland        | 10    | Marc Zwiebler       | 64    | Dieter Domke             | 85    | Lukas Schmidt           | 32    | Michael Fuchs Johannes Schöttler           | 35    | Peter Käsbauer Josche Zurwonne             | 152,627 |
| 12    | England            | 22    | Rajiv Ouseph        | 122   | Toby Penty               | 207   | Rhys Walker             | 11    | Chris Adcock Andrew Ellis                  | 24    | Chris Langridge Peter Mills                | 150,236 |
| 13    | Russland           | 45    | Vladimir Ivanov     | 54    | Vladimir Malkov          | 130   | Anton Ivanov            | 17    | Vladimir Ivanov Ivan Sozonov               | 50    | Nikita Khakimov Vasily Kuznetsov           | 136,862 |
| 14    | Frankreich         | 38    | Brice Leverdez      | 70    | Lucas Corvée             | 71    | Thomas Rouxel           | 39    | Baptiste Carême Ronan Labar                | 52    | Lucas Corvée Brice Leverdez                | 127,319 |
|       |                    |       |                     |       |                          |       |                         |       |                                            |       |                                            |         |
| 15    | Niederlande        | 31    | Eric Pang           | 116   | Erik Meijs               | 129   | Nick Fransman           | 27    | Ruud Bosch Koen Ridder                     | 38    | Jacco Arends Jelle Maas                    | 126,308 |
| 16    | Polen              | 102   | Michał Rogalski     | 208   | Adrian Dziółko           | 382   | Mateusz Dubowski        | 20    | Adam Cwalina Przemysław Wacha              | 26    | Łukasz Moreń Wojciech Szkudlarczyk         | 100,500 |
| 17    | Vereinigte Staaten | 57    | Sattawat Pongnairat | 73    | Howard Shu               | 93    | Bjorn Seguin            | 56    | Sattawat Pongnairat Phillip Chew           | 135   | Mathew Fogarty Bjorn Seguin                | 96,566  |
| 18    | Schweden           | 42    | Henri Hurskainen    | 90    | Mathias Borg             | 101   | Gabriel Ulldahl         | 104   | Magnus Sahlberg Mattias Wigardt            | 138   | Patrik Lundqvist Jonathan Nordh            | 86,367  |
| 19    | Singapur           | 46    | Derek Wong Zi Liang | 74    | Ashton Chen Yong Zhao    | 126   | Robin Gonansa           | 86    | Terry Hee Terry Yeo Zhao Jiang             | 167   | Robin Gonansa Ashton Chen Yong Zhao        | 83,226  |
| 20    | Vietnam            | 8     | Nguyễn Tiến Minh    | 255   | Phạm Cao Cường           | 302   | Nguyễn Hoàng Nam        | 105   | Dương Bảo Đức Nguyễn Hoàng Nam             | 331   | Đỗ Tuấn Đức Phạm Cao Cường                 | 81,500  |
| 21    | Ukraine            | 47    | Dmytro Zavadsky     | 113   | Valeriy Atrashchenkov    | 179   | Kyrylo Leonov           | 107   | Valeriy Atrashchenkov Gennadiy Natarov     | 147   | Sergiy Garist Kyrylo Leonov                | 72,749  |
| 22    | Tschechien         | 78    | Petr Koukal         | 88    | Jan Fröhlich             | 175   | Pavel Florián           | 99    | Zdeněk Sváta Jan Fröhlich                  | 109   | Pavel Florián Ondřej Kopřiva               | 70,886  |
| 23    | Australien         | 234   | Nathan Tang         | 251   | Luke Chong               | 256   | Ashwant Gobinathan      | 44    | Raymond Tam Glenn Warfe                    | 48    | Robin Middleton Ross Smith                 | 68,433  |
| 24    | Finnland           | 39    | Ville Lång          | 75    | Eetu Heino               | 166   | Kasper Lehikoinen       | 314   | Henri Aarnio Joonas Korhonen               | 540   | Mika Koskenneva Jesper von Hertzen         | 67,855  |
| 25    | Kanada             | 185   | Sergiy Shatenko     | 237   | Andrew D’Souza           | 276   | Timothy Chiu            | 51    | Adrian Liu Derrick Ng                      | 71    | Kevin Li Nyl Yakura                        | 60,443  |
| 26    | Neuseeland         | 96    | Joe Wu              | 136   | Michael Fowke            | 315   | Maika Phillips          | 57    | Kevin Dennerly-Minturn Oliver Leydon-Davis | 384   | Brock Matheson Asher Richardson            | 58,093  |
|       |                    |       |                     |       |                          |       |                         |       |                                            |       |                                            |         |
|       | Nigeria            | 183   | Jinkan Ifraimu      | 184   | Joseph Abah Eneojo       | 266   | Victor Makanju          | 123   | Joseph Abah Eneojo Victor Makanju          | 176   | Ola Fagbemi Jinkan Ifraimu                 | 39,314  |

## Qualifizierte Teams
| Platz | Land               | Punkte  | Quali. | Setzplatz | Bemerkung      |
| ----- | ------------------ | ------- | ------ | --------- | -------------- |
| 1     | Indonesien         | 294,796 |        | 1         |                |
| 2     | China              | 294,435 |        | 2         |                |
| 3     | Malaysia           | 287,603 |        | 3/4       |                |
| 4     | Japan              | 274,835 |        | 3/4       |                |
| 5     | Dänemark           | 255,786 |        | 5/8       |                |
| 6     | Südkorea           | 236,251 |        | 5/8       |                |
| 7     | Thailand           | 211,596 |        | 5/8       |                |
| 8     | Chinesisch Taipeh  | 190,712 |        | 5/8       |                |
| 9     | Indien             | 177,095 |        | 9/16      |                |
| 10    | Hongkong           | 159,085 |        | 9/16      |                |
| 11    | Deutschland        | 152,627 |        | 9/16      |                |
| 12    | England            | 150,236 |        | 9/16      |                |
| 13    | Russland           | 136,862 |        | 9/16      |                |
| 14    | Frankreich         | 127,319 |        | 9/16      |                |
| 15    | Niederlande        | 126,308 |        |           | nicht gemeldet |
| 16    | Polen              | 100,500 |        |           | nicht gemeldet |
| 17    | Vereinigte Staaten | 96,566  |        |           | nicht gemeldet |
| 18    | Schweden           | 86,367  |        |           | nicht gemeldet |
| 19    | Singapur           | 83,226  |        | 9/16      | Ersatz         |
| 20    | Vietnam            | 81,500  |        |           |                |
| 21    | Ukraine            | 72,749  |        |           |                |
| 22    | Tschechien         | 70,886  |        |           |                |
| 23    | Australien         | 68,433  |        |           |                |
| 24    | Finnland           | 67,855  |        |           |                |
| 25    | Kanada             | 60,443  |        |           |                |
| 26    | Neuseeland         | 58,093  |        |           |                |
|       | Nigeria            | 39,314  |        | 9/16      | Afrika         |